# 冬瓜杨
冬瓜杨（学名：Populus purdomii）是杨柳科杨属的植物，是中国的特有植物。分布于中国大陆的甘肃、陕西、河北、河南、四川、湖北等地，生长于海拔700米至2,600米的地区，一般生长在沿溪两旁、山地以及杂木林中，目前尚未由人工引种栽培。

## 别名
太白杨（秦岭植物志） 大叶杨（河南）

## 异名
- Populus purdomii Rehd. var. rockii (Rehd.) C. F. Fang et H. L. Yang
- Populus szechuanica Schneid. var. rockii Rehd.